# Pablo Montero
Pour les articles homonymes, voir Montero.
 (octobre 2021).
La mise en forme du texte ne suit pas les recommandations de Wikipédia : il faut le « wikifier ».
Les points d'amélioration suivants sont les cas les plus fréquents. Le détail des points à revoir est peut-être précisé sur la page de discussion.
- Les titres sont pré-formatés par le logiciel. Ils ne sont ni en capitales, ni en gras.
- Le texte ne doit pas être écrit en capitales (les noms de famille non plus), ni en gras, ni en italique, ni en « petit »…
- Le gras n'est utilisé que pour surligner le titre de l'article dans l'introduction, une seule fois.
- L'italique est rarement utilisé : mots en langue étrangère, titres d'œuvres, noms de bateaux, etc.
- Les citations ne sont pas en italique mais en corps de texte normal. Elles sont entourées par des guillemets français : « et ».
- Les listes à puces sont à éviter, des paragraphes rédigés étant largement préférés. Les tableaux sont à réserver à la présentation de données structurées (résultats, etc.).
- Les appels de note de bas de page (petits chiffres en exposant, introduits par l'outil «  Source ») sont à placer entre la fin de phrase et le point final[comme ça].
- Les liens internes (vers d'autres articles de Wikipédia) sont à choisir avec parcimonie. Créez des liens vers des articles approfondissant le sujet. Les termes génériques sans rapport avec le sujet sont à éviter, ainsi que les répétitions de liens vers un même terme.
- Les liens externes sont à placer uniquement dans une section « Liens externes », à la fin de l'article. Ces liens sont à choisir avec parcimonie suivant les règles définies. Si un lien sert de source à l'article, son insertion dans le texte est à faire par les notes de bas de page.
- La présentation des références doit suivre les conventions bibliographiques. Il est recommandé d'utiliser les modèles {{Ouvrage}}, {{Chapitre}}, {{Article}}, {{Lien web}} et/ou {{Bibliographie}}. Le mode d'édition visuel peut mettre en forme automatiquement les références.
- Insérer une infobox (cadre d'informations à droite) n'est pas obligatoire pour parachever la mise en page.

Pour une aide détaillée, merci de consulter Aide:Wikification.
Si vous pensez que ces points ont été résolus, vous pouvez retirer ce bandeau et améliorer la mise en forme d'un autre article.
Pablo Montero (né Oscar Daniel Hernandez Rodríguez, 23 Août 1974) est un chanteur et acteur mexicain.
Bien que sa première activité soit le chant, Montero joue régulièrement des seconds rôles dans des télénovelas produit par Televisa productions. Il est reconnu et considéré comme l'un des acteurs de second rôle les plus populaires des télénovelas.

## Vie privée
Entre environ 2000 et 2003, Montero a eu une relation amoureuse avec Aracely Arámbula. En 2006, des rumeurs circulèrent à propos d'une possible romance avec sa partenaire dans Duelo de Pasiones, Ludwika Paleta, alors mariée à l'acteur mexicain Plutarco Haza. Montero et Paleta contestèrent la rumeur, jusqu'à la diffusion d'une vidéo où l'on pouvait les voir s'embrasser, ce à quoi l'on attribua le divorce de Ludwika Paletaavec son mari. Ces derniers se réconcilieront plus tard. Le 31 août 2007, deux jours après que Montero ait présenté les nommés pour le 2007 Latin Grammy Awards, la police de Miami a reporté avoir stoppé Montero avec un passager après avoir grillé un feu rouge au volant de son SUV BMW blanc. Elle signala avoir trouvé pendant le contrôle un sac transparent, que Montero réclama comme le sien, qui a été testé positif à la cocaïne.
Alors que Montero plaida non-coupable durant le procès le mois suivant, il fut déclaré coupable de possession de cocaïne et condamné à la probation en attendant l'achèvement d'un programme anti-drogue mandaté par le tribunal. Il fut ensuite emprisonné en 2008 pour avoir violé les conditions de sa probation, avant d'être relâché à condition de terminer un programme de réhabilitation, qu'il acheva le 20 février 2009.
Montero a eu deux fils avec l'actrice Sandra Vidal, Daniel Hernandez Piedra né le 22 février 2006 et Pablo Hernandez Vidal né le 28 septembre 2007, ainsi que deux filles avec son ex-femme Carolina Van Wielink, Carolina Hernandez Van Wielink née le 27 février 2021 et Daniela Hernandez Van Wielink née le 24 mai 2014. En juin 2010, son frère Oliver fut tué lors d'une tentative de cambriolage, et son frère Javier Hernádez a également été tué, le 13 juin 2013.

## Carrière

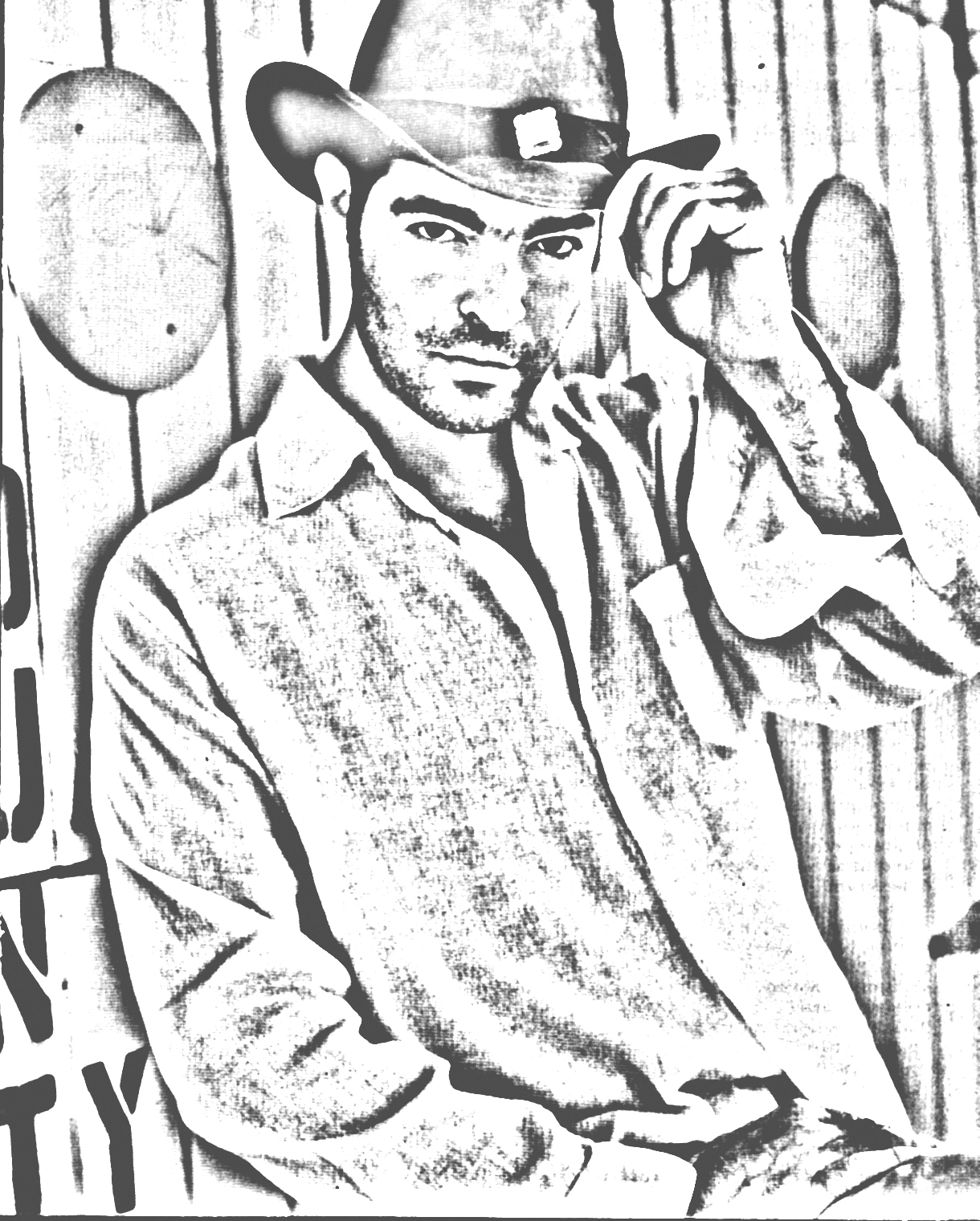
Pablo Montero

Connu pour s'habiller en noir et porter un chapeau "charro", il est une idole des jeunes et une star préférée des paparazzi à Mexico. Il est également bien connu dans le reste de l'Amérique Latine, en Australie, Europe, et dans la communauté hispanique des États-Unis.
Quand il fut adolescent, il eut son premier emploi de chanteur professionnel comme premier chanteur au sein du groupe Trébol, dont le titre numéro un était Si tu Supieras (Si tu savais).
Peu après cela, Montero opta pour une carrière solo, se produisant dans des clubs et bars locaux jusqu'à son grand succès en 1999 quand son album Donne Estas, Corazonn? (Où es-tu, mon Amour?) devint numéro un dans le classement de Mexico. Le succès de son album lui donna son surnom de "ranchera hunk" et conduisit à ses débuts d'acteur dans Vivo Par Elena (Je vis pour Elena), dans lequel il jouait un jeune chanteur en difficulté. Il joua ensuite d'autres rôles dans Nunca te olvidaré (Je ne t'oublierai jamais), Abrázame muy fuerte (Serre-moi fort), Rebeca, et Entre el Amor y el Odio (Entre l'Amour et la Haine).
Son album éponyme Pablo Montero paru en 2000 publia le titre numéro un Que Vos a Hacer sin Ti? ("Que vais-je faire sans toi?"). En 2001, il rejoignit d'autres artistes invités à South Lawn à la Maison-Blanche pour la fête du Cinco de Mayo, où il a bercé la Première Dame Laura Bush. Pablo Montero fut suivi en 2002 par Pidemelo Todo (Demande-moi n'importe quoi), qui incluait également un single numéro un Hay Otra en tu Lugar ("Il y a quelqu'un là où tu es"). Dans ce dernier album se trouvait aussi le grand succès Gata Salvaje, nommé comme le feuilleton et qui rejoignit le top 10. Plus tard dans l'année il fut honoré en Australie pour le rôle de Martin dans Rebeca. Il a composé d'autres chansons pour divers spectacles comme Olvidarte jamás, Gata Salvaje, La revancha, Abrázame muy fuerte, Duelo de Pasiones et le film controversé Le Crime du père Amaro.
En 2003, Montero passa la plupart de l'année en tournée et à préparer un album dédicacé au légendaire chanteur mexicain Javier Solís. Cet album paru sur le marché dans l'année et fut bien reçu à l'échelle nationale. Montero a été impliqué dans un scandale en 2003 car il n'avait apparemment pas payé ses employés quand ceux-ci ne l'avaient pas exigé pendant la tournée, et les avait ensuite renvoyés que ils sont venus le réclamer. Il perdit l'affaire et fut forcé de leur payer un dédommagement. En 2005, Montero signa un contrat d'enregistrement avec Univision Records. Il publia son premier album pour Univision records dans l'année, A Toda Ley.
En 2005, il apparut dans la campagne publicitaire de la compagnie vestimentaire Hanes avec le slogan "Mira quiet tien Hanes" ("Regarde qui porte Hanes actuellement"). Lui et Aracely Arámbula sont tous deux apparus dans la version hispanophone de la campagne. En 2006, il joue dans le feuilleton Duelo de Pasiones qui sera diffusé sur Univision en 2007. En 2008, il joue dans Fuego en le sangre, dans le rôle de Franco Reyes, un des protagonistes de la télénovela, avec Eduardo Yáñez et Jorge Salinas. En 2010 il travailla à Triunfo del Amor avec Victoria Ruffo, Maite Perroni, William Levy, Osvaldo Rios et Daniela Romo.
Mi-2012, un retour au personnage de Coloso dans Salvador Mejía le fait rejoindre Qué bonito amor, une nouvelle version de La hija del mariachi, étant son second rôle et principal méchant aux côtés de Jorge, Danna García, Malliany Marin and Juan Ferrara. En 2014, il joue Diego dans Mi corazón es tuyo, retrouvant Jorge.
En 2014, il joue en tant qu'invité spécial dans Lo imperdonable dans le rôle de Demetrio Silveria, le demi-frère de Martin, aux côtés de Ana Brenda Contreras et Iván Sánchez.

## Albums
- 1999: Donde Estás Corazón
- 2000: Que Voy A Hacer Sin Ti
- 2002: Pídemelo Todo
- 2003: Gracias...Homenaje A Javier Solís
- 2004: Con La Bendición De Dios
- 2005: A Toda Ley
- 2006: Que Bonita Es Mi Tierra
- 2007: Mi Tesoro Norteño
- 2008: Piquito De Oro: Mi Tesoro Norteño
- 2011: El Abandonado

## Filmographie
| Year | Title                                 | Role     | Notes         |
| ---- | ------------------------------------- | -------- | ------------- |
| 2003 | Mamá no te lo pierdas!                | Lui-même | Film télévisé |
| 2005 | Selena ¡vive!, acceso total           | Lui-même | Film télévisé |
| 2006 | Fiesta Mexicana ¡Un grito de alegría! | Lui-même | Film télévisé |
| 2007 | ¡Pedro Infante vive!                  | Lui-même | Film télévisé |
| 2014 | Prax: un niño especial                | Lui-même | Court métrage |

| Year      | Title                   | Role                 | Notes                            |
| --------- | ----------------------- | -------------------- | -------------------------------- |
| 1995–1996 | Lazos de amor           | Óscar Hernández      | Co-Protagoniste                  |
| 1998      | Vivo por Elena          | Luis Pablo           | Co-Protagoniste                  |
| 1999      | Nunca te olvidaré       | Álvaro Cordero       | Protagonsite                     |
| 2000–2001 | Abrázame muy fuerte     | José María Montes    | Co-protagoniste                  |
| 2002      | Entre el amor y el odio | Ánimas Caritativa"   | Especial Apparence               |
| 2003      | Rebeca                  | Martín García        |                                  |
| 2006      | Olvidarte jamás         | Lui-même             | Invité musical                   |
| 2006      | Duelo de Pasiones       | Emilio Valtierra     |                                  |
| 2007      | Yo amo a Juan Querendón | Lui-même             | Invité musical                   |
| 2008      | Fuego en la sangre      | Franco Reyes         | Protagoniste                     |
| 2009      | Nuestra Belleza Latina  | Lui-même             | Episode: "The Coaches Eliminate" |
| 2010–2011 | Triunfo del amor        | Cruz Robles Martínez |                                  |
| 2012–2013 | Qué bonito amor         | Óscar Fernández      | Second rôle/ méchant             |
| 2014–2015 | Mi corazón es tuyo      | Diego Lascurain      | Second rôle                      |
| 2015      | Lo imperdonable         | Demetrio Silveria    | Invité star; 3 épisodes          |
| 2019–2020 | Soltero con hijas       | Rodrigo Montero      |                                  |

## Récompenses et nominations

### TVyNovelas Awards
| Year | Category                   | Telenovela          | Result     |
| ---- | -------------------------- | ------------------- | ---------- |
| 1999 | Meilleur acteur co-vedette | Vivo por Elena      | Nomination |
| 2001 | Meilleur acteur co-vedette | Abrázame muy fuerte | Lauréat    |

## Compilations
- Entrega Total...Los Éxitos (2005)